# Kronologija Domovinskog rata: veljača 1992.

### 4. veljače
- Prvi hrvatski ambasador u Bonnu Ivan Ilić predao vjerodajnice njemačkom predsjedniku Richardu von Wezsackeru.[1]
- Ambasador SR Njemačke dr. Hoorst Weisel predao u Zagrebu vjerodajnice predsjedniku Republike Hrvatske dr. Franji Tuđmanu.[1]
- Iz Vojvodine se dosada pod prisilom iselilo oko 12 000 Hrvata, a svaki dan ih još oko 150 stiže u Hrvatsku, izjavio predsjednik Zajednice izbjeglih Hrvata dr. Milan Bićanić.[1]
- Vođa Srpske demokratske stranke u Hrvatskoj dr. Jovan Rašković najavio u Beogradu povratak i obnovu rada SDS u Zagrebu, Splitu, Šibeniku i drugim hrvatskim gradovima, tvrdeći da je ta stranka sačuvala mostove prema hrvatskom narodu i da mu pruža ruku.[1]

### 5. veljače
- U 18 logora u Srbiji i 20 u Hrvatskoj koji se nalaze na okupiranim područjima zatočeno 4 500 Hrvata.[1]
- Snažna eksplozija oštetila bosansku stranu mosta na Savi između Slavonskog i Bosanskog Šamca, već mjesecima jedine cestovne i željezničke veze između Hrvatske i Bosne i Hercegovine.[1]
- Peticija žena Vukovara predana lordu Carringtonu, predsjedniku mirovne konferencije o Jugoslaviji, u zagrebačkom hotelu Esplanade.[1]
- U okupiranom Cavtatu kretanje stanovnika ograničeno na strogi gradski dio. Crnogorski rezervisti razorili i opljačkali sela Konavala. Zaposleni s aerodroma Tivat u Crnoj Gori opljačkali dubrovački aerodrom Ćilipi.[1]
- Na prostoru bivše Jugoslavije još se nisu stekli svi uvjeti za akciju mirovnih snaga UN, sažetak je najnovijeg izvještaja glavnog tajnika UN Boutrosa Ghalija.[1]
- U Lipiku počelo mučno otkopavanje lešina čistokrvnih lipicanaca iz lipičke ergele, koje su četnici pobili u listopadu prošle godine.[1]

### 6. veljače
- Između Hrvatske i Slovenije potpisan u Zagrebu ugovor o uspostavi diplomatskih odnosa, odnosno sporazum o gospodarskoj i financijskoj suradnji. Naše dvije države trebaju biti sastavni dio zapadnog svijeta, rekao tom prigodom predsjednik Republike Hrvatske dr. Franjo Tuđman.[1]
- Turska priznala neovisnost Hrvatske, Makedonije i Bosne i Hercegovine, izjavio turski ministar inozemnih poslova Hikmet Ćetin.[1]

### 7. veljače
- Vijeće sigurnosti Ujedinjenih naroda prihvatilo rezoluciju broj 740, u kojoj se traži od glavnog tajnika UN da ubrza pripreme za mirovnu operacije plavih kaciga u bivšoj Jugoslaviji.[1]
- Kraljevina Belgija priznala Hrvatsku.[1]
- Vlada tzv. republike srpske krajine propisala način naseljavanja okupiranih zadarskih mjesta i poziva Srbe da usele u kuće protjeranih Hrvata.[1]
- Na mostu između Slavonskog i Bosanskog Broda prihvaćeno 55 od ukupno 64 zarobljenika s popisa koji je hrvatskoj strani ponudila okupatorska jugovojska. Prema sporazumu od 26. siječnja trebalo je biti pušteno iz srbijanskih logora 1.200 zarobljenika.[1]

### 8. veljače
- Republika Hrvatska i Sveta Stolica odlučile zajedničkim sporazumom uspostaviti međusobne diplomatske odnose na razini veleposlanstva i apostolske nuncijature.[1]
- Oko 55.000 Hrvata s područja Hrvatske zajednice Srednja Bosna izići će 29. veljače i 1. ožujka na referendum za neovisnu i suverenu Bosnu i Hercegovinu.[1]
- Hrvatska banijska sela Glinsko, Novo Češko Selo, Mala i Velika Solna ponovno gore. Neprijatelj ne pristaje na dolazak promatrača EZ na Baniju.[1]

### 9. veljače
- Samozvani krajinski vođe odupiru se dolasku mirovnih snaga UN zato što su bili organizatori pobune protiv hrvatske vlasti, rekao predsjednik Tuđman u intervjuu španjolskoj TV.[1]
- Mi inzistiramo da mirovne snage uđu u Hrvatsku, ali ne radi čuvanja granica nepostojeće krajine, već zbog mira, izjavio predsjednik Izvršnog odbora HDZ Stjepan Mesić.[1]
- Narod Banije i Korduna slaže se s dolaskom plavih kaciga, ali samo na granicu između Republike Hrvatske i republike srpske krajine, rekao u Beogradu na sjednici krnjeg Predsjedništva Jugoslavije Mile Paspalj, tzv. predsjednik skupštine tzv. republike srpske krajine.[1]
- Na temelju analiza, Hrvatska izgubila u ratu gotovo 19,000 goveda, 144,000 svinja, 213 konja i oko 5,000 ovaca, miljun peradi.... Sveukupna vrijednost ukradene stoke procijenjena na više od 37,3 milijuna DEM.[1]

### 10. veljače
- Vrhovno državno vijeće drži da tzv. Vanceov plan bitno zadovoljava zahtjeve Hrvatske postavljene od samog početka izbijanja ratnih sukoba te njegova provedba znači poraz srpske i armijske politike.[1]
- Talijanski ministar pravde Claudio Martelli dao nalog javnom tužitelju da istraži istinitost i zatraži odgovornost za rušenje helikoptera EZ, pri čemu su poginuli 4 Talijana, i jedan Francuz, promatrači EZ, koji je oborio MIG jugovojske.[1]
- Predsjednik Tuđman odlučno u intervjuu britanskom Guardianu ustvrdio da se Hrvatska neće odreći autoriteta nad srpskim enklavama ako tamo budu razmještene snage UN.[1]

### 11. veljače
- Vlada Republike Hrvatske prihvatila Rezoluciju br. 740 Vijeća sigurnosti i Vanceov plan.[2]
- Indija priznala hrvatsku putovnicu i opunomoćila svoju ambasadu u Beču da može izdavati vize za putnike s hrvatskom putovnicom.[2]

### 12. veljače
- Hrvatska i Makedonija međusobno se priznale kao samostalne i neovisne države.[2]

### 13. veljače
- Prvo zasjedanje hrvatskog Sabora nakon međunarodnog priznanje Republike Hrvatske.[2]
- Hrvatska podržava referendum u BiH i dogovor triju naroda, a u slučaju pozitivnog ishoda referenduma priznat će tu državu, izjavio potpredsjednik hrvatske Vlade dr. Mate Granić.[2]

### 14. veljače
- Hrvatski Sabor donio Deklaraciju o osudi političkog procesa i presude kardinalu dr. Alojziju Stepincu i osudio procese brojnim nevino osuđenim svećenicima i vjernicima od protunarodnog komunističkog režima. Donesena i Deklaracija o osudi uhićenja i umorstva dosljednog borca za hrvatsko državno pravo Andrije Hebranga.[2]
- Sudionici izvanrednog skupa predsjednika vlada radne zajednice Alpe-Jadran posjetili Sisak i šokirani razaranjima toga hrvatskog grada. Samo sisačka rafinerija bila meta 24 napada neprijateljskog topništva, pri čemu je izazvano 8 većih požara.[2]
- Dvanaest tisuća izbjeglih Iločana uputilo pismo uglednim svjetskim političarima u kojem traže njihovu pomoć da utječu na vladu Srbije da iseli Srbe iz njihovih kuća.[2]
- Prikupljeni dokazi o pobunjenim hrvatskim Srbima koji su palili i ubijali po obrovačkom kraju, a 6 obrovačkih dužnosnika optuženo za ratne zločine.[2]
- Vjekoslav Vidović razriješen dužnosti predsjednika Vrhovnog Suda Republike Hrvatske.[2]

### 15. veljače
- Otkriven još jedan srpski koncentracioni logor za Hrvate, koji se nalazi u aleksinačkim rudnicima, saznaje se iz pouzdanih izvora vojnika koji tamo prevoze hranu.[2]
- Zločinački napad četnika na jedno od najstarijih čeških naselja u Hrvatskoj - Ivanovo selo i Daruvar zapalio iskru i razbuktao otpor Čeha u širem daruvarskom području.[2]
- U općini Glina do temelja uništeno i opljačkano 37 sela u kojima su živjeli Hrvati, prognano 2.035 hrvatskih domaćinstava, potvrđena tragična smrt 72 civila, a oko 500 Hrvata srpski zločinci u Glini drže kao taoce, izjavio povjerenik za Glinu Vlade Hrvatske Marko Sremić.[2]
- Jedinica protuzračne obrane sisačkog područja dosad, prema službenim podacima, srušila više od 30 neprijateljskih zrakoplova.[2]

### 16. veljače
- Izvršni direktor organizacije za zaštitu ljudskih prava Helsinki Watch Jeri Laber uputio iz New Yorka pismo predsjedniku Srbije Slobodanu Miloševiću i v.d. saveznog ministra obrane i načelniku generalštaba generalu Blagoju Adžiću pismo u kojem traži da se objasne pogubljenja zarobljenih Hrvata u Baču (Vojvodina) i traži da se odmah prekinu pogubljenja zatvorenika a ubojice kazne.[2]
- Više od dvije trećine prognanika i izbjeglica (68,7 posto) iz okupiranih područja Hrvatske, prema anketi Instituta za primijenjena društvena istraživanja u Zagreb, drži da će im uskoro biti omogućen povratak kućama.[2]
- Hrvatski obavještajni izvori govore o novoj terorističkoj taktici kojom Srbija nastavlja rat protiv Hrvatske ubacivanjem vojnih diverzanata s lažnim dokumentima i hrvatskim odorama, a veza su im lojalni Srbi koji im pripremaju podatke za akcije.[2]
- Hrvatska želi mirnim putem ostvariti suverenitet na čitavom svom teritoriju. To ne znači da u ratu ne možemo pobijediti, ali nismo spremni izgubiti tisuće ljudi i uništiti zemlju, izjavio za New York Times ministar vanjskih poslova Hrvatske dr. Zvonimir Šeparović.[2]

### 17. veljače
- Predsjednik dr. Franjo Tuđman primio u Zagrebu generalnog konzula Ruske Federacije Jurija S. Girenka koji mu je predao notu o ruskom priznanju državne neovisnosti Republike Hrvatske.[2]
- Srpska narodna stranka istakla je na tiskovnoj konferenciji u Zagrebu da ne želi oprost zločincima i prihvaćanje kolektivne krivnje. SNS smatra da su ostvareni uvjeti za dolazak mirovnih snaga.[2]
- Osim Zadra topništvo jugovojske napalo i mjesto Preko na bliskom otoku Ugljanu, gdje je ranilo 12 ljudi okupljenih na glavnom trgu.[2]
- Demokratski savez Kosova upozorio javnost na masovno iseljavanje Hrvata iz Kosova. Pod srpskim pritiskom samo iz Janjeva od početka rata iselilo se više od 200 hrvatskih obitelji.[2]

### 18. veljače
- Između Hrvatske i Ukrajine uspostavljeni diplomatski odnosi na razini ambasada.[2]
- U Srbiji i privremeno zaposjednutim područjima Hrvatske ima ukupno 50 koncentracionih logora. U njima se nalazi 5.969 Hrvata i drugih nesrpskih građana, piše predsjednik saborskog odbora za ljudska prava Neven Jurica Amnesty International, Helsinki Watchu, Međunarodnoj helsinškoj federaciji i lordu Carringtonu.[2]
- Radnici za koje se osnovano sumnja, ili čak pouzdano zna da su svojim djelovanjem sudjelovali u teroru ili ratu protiv Republike Hrvatske, ne mogu se vratiti na svoja radna mjesta u Hrvatskoj, priopćuje Ministarstvo rada, socijalne skrbi i obitelji Vlade Hrvatske.[2]

### 19. veljače
- Potpisani sporazumi o uspostavi diplomatskih odnosa i ukidanju viza između Finske i Hrvatske.[2]
- Pravi razmjeri zločina koje su počinili pripadnici bivše JNA i srpskih neregularnih jedinica u Hrvatskoj bit će poznati tek nakon dolaska mirovnih snaga UN i povlačenja okupatorske vojske iz Hrvatske, stoji u pismu predsjednika Sabora dr. Žarka Domljana Boutrosu Ghaliju.[2]
- Podaci Helsinki Watcha o gaženju ljudskih prava u Hrvatskoj od JNA i srpskih paravojnih formacija pate od bitnog nedostatka: ne pravi se razlika između agresora i žrtve, niti se uzima u obzir da su dijelovi hrvatskog teritorija okupirani, reagira se u hrvatskim javnim glasilima.[2]

### 20. veljače
- Hrvatska i Norveška uspostavile diplomatske odnose.[2]
- U Ravnom kod Trebinja jugovojska i četnici pobili 30 ljudi, sve starije od 50 godina.[2]
- Škabrnju, najbogatije selo zadarske okolice, nakon što su opljačkali i razrušili, srpski teroristi preimenovali u Todorovo selo prema nekom četniku Todoru.[2]

### 21. veljače
- Ruski Generalni konzulat obavijestio Ministarstvo inozemnih poslova Hrvatske da za putovanje naših građana u Rusku Federaciju važe hrvatske putovnice.[3]
- Hrvatska vlada zahtijeva od svih međunarodnih subjekata puno poštovanje mišljenja arbitražne komisije Mirovne konferencije, prema kojem se granice Republike Hrvatske smatraju državnim granicama, prema međunarodnom javnom pravu.[3]
- Javno tužiteljstvo Osijek podnijelo zahtjev za provođenje istrage protiv 60 osoba koje su sudjelovale u ratu protiv Hrvatske.[3]
- U Dubrovniku ubijeno više od 120 nevinih ljudi, uglavnom civila, još 600 ranjeno, 30 000 ljudi je u progonstvu. Uništena su i mnoga kulturna dobra.[3]
- Pismo Helsinki Watcha Miloševiću i Adžiću: PRESTANITE UBIJATI HRVATE![3]

### 22. veljače
- Njemački vicekancelar i ministar vanjskih poslova Hans Dietrich Genscher u jednodnevnom posjetu Hrvatskoj.[3]
- Policijska uprava u Sisku raspolaže dijelom podataka da su ruske novinare Viktora Nagina i Genadija Kurinova ubili pobunjeni hrvatski Srbi u selu Panjani.[3]
- Ni za jedan od slučajeva, koje u pismu predsjedniku Tuđmanu i u svom izvještaju navodi Helsinki Watch o navodnim zločinima Hrvata, ne postoje čvrsti činjenični dokazi već su oni utemeljeni na neprovjerenim iskazima pojedinaca, stoji u pismu Hrvatskog društva za zaštitu i promicanje ljudskih prava.[3]
- Zbog neproizvedenog plina i nafte na više od 80 naftnih bušotina na području okupiranog Đeletovca, INA - Naftaplin izgubio 40-50 milijuna maraka.[3]

### 23. veljače
- 'Ostvarenje suverene i samostalne hrvatske države djelo je čitavog hrvatskog naroda. Ali mi možemo s punim pravom ustvrditi: to je ostvareno pod programskim vodstvom HDZ-a.' - rekao dr. Franjo Tuđman na proslavi druge obljetnice Prvog sabora Hrvatske demokratske zajednice.[3]
- U okupiranoj Petrinji minirana i srušena do temelja crkva Svetog Lovre.[3]
- Prema izvješću Svjetskog udruženja za zaštitu životinja (WSPA), od sredine studenoga 1991. u ratu u Hrvatskoj ubijeno 18.809 grla stoke, 143.784 svinje, 4.809 ovaca i koza, 213 konja, te 854.700 komada peradi. Posebno se spominje pokolj 120 lipicanaca u ergeli Lipik.[3]

### 24. veljače
- Predsjednik Zaklade za ljudska prava američkog Kongresa David Phillips osudio zvjerstva srpskih trupa počinjena u ratu protiv Hrvatske i pozvao SAD da priznaju Republiku Hrvatsku.[3]
- Ofenziva jugovojske i četnika na Skradin.[3]
- Andrija Andabak i Josip Magdić, iz Nuštra, od rujna prošle godine do potpisivanja primirja 3. siječnja, uništili 27 neprijateljskih tenkova i 2 oklopna transportera.[3]
- U Banja Luci proglašena Republika Srpska u BiH.[3]

### 25. veljače
- Svečanim činom, podizanjem hrvatske zastave, nekadašnja ratna luka jugomornarice i mornarički školski centar Lora kraj Splita i formalno ušli u sastav Hrvatske ratne mornarice.[3]
- Kninski korpus JA iskoristio europske promatrače za evakuaciju vojarni, zatim prekinuo s njima sve veze.[3]
- Četnici na novogradiškom ratištu uoči dolaska plavih kaciga skidaju kokarde i stavljaju petokrake.[3]
- Hrvatska vlada donijela zaključak o prestanku statusa prognanika onim osobama čiji je povratak u mjesto sasvim siguran. Procjenjuje se da bi trećina prognanika mogla svojim kućama.[3]
- Samoodređenje je Hrvatske za Europu, piše u Vjesniku dr. Franjo Tuđman.[3]

### 26. veljače
- U Ministarstvu unutarnjih poslova Hrvatske nije bilo diskriminacija, izjavio njegov ministar Ivan Vekić.[3]
- Neprijateljske provokacije na šibensko-skradinskom bojištu prerasle u ofenzivu širih razmjera.[3]
- Samozvani predsjednik nepostojeće općine Plaški Nikola Medaković priznao da je u okupiranom Saborskom za samo jedan dan razoreno 300 domaćinstava.[3]
- Osamdeset hrvatskih obitelji i pojedinaca morali pobjeći iz sela Morovića kod Šida ostavljajući imovinu četnicima.[3]
- Helsinki Watch uputio pismo Miloševiću i Adžiću u kojem upozorava na neprekidno narušavanje ljudskih prava na Kosovu i traži kažnjavanje ubojica i mučitelja.[3]
- U Glamoču mučki ubijen hrvatski liječnik dr. Alojzije Kelava od srpskog rezervista jugovojske Pere Vrakele iz sela Halapići kod Glamoča.[3]
- Lord Carrington smatra zahtjev Zagreba da se Albancima na Kosovu priznaju ista prava kao Srbima u Hrvatskoj nerealnim.[3]

### 27. veljače
- Podneseno stotinjak krivičnih prijava protiv obrovačkih četnika.[3]
- Nekadašnji načelnik centra državne sigurnosti u Karlovcu Milan Grba optužen za izvršenje ratnog zločina.[3]
- Indijski general dr. Satish Nambiar zapovjednik je mirovnih snaga UN na prostoru bivše Jugoslavije, odluka je glavnog tajnika UN Boutrosa Ghalija.[3]

### 28. veljače
- U zagrebačkoj policijskoj upravi uspjeli smo približno uskladiti nepovoljni omjer nacionalne pripadnosti djelatnika, koji je bio 1990. godine - 80 posto Srba prema 20 posto Hrvata, izjavio njezin načelnik Ante Devčić.[3]
- U Rijeci pokrenuta istraga protiv 40 osoba za koje se sumnja da su sudjelovale u genocidu u Saborskom.[3]
- Rat nije gotov dok cijela Hrvatska ne bude oslobođena, na to treba pripremiti hrvatske vojnike i pučanstvo, i ne treba imati iluzije da će UN riješiti naše probleme, izjavio Ivica Vrkić, pomoćnik zapovjednika Prve operativne zone.[3]
- Svi Hrvati iziđite na referendum o BiH, uputilo poziv Predsjedništvo HDZ BiH.[3]
- Pripadnici četničkog odreda Dušan Silni natjerali zarobljene mještane Lovasa kod Šida na minska polja.[3]

### 29. veljače
- Prvi dan referenduma za suverenu Bosnu i Hercegovinu, unatoč srpskim bombama i barikadama.[3]
- Europski promatrači na Peručkoj brani ustanovili velika oštećenja.[3]
- U Čanku kod Korenice obavljena ekshumacija žrtava četničkog zločina u prisutnosti predstavnika EZ.[3]
- U topničkom napadu jugovojske na Vinkovce poginule četiri a ranjeno devet osoba.[3]
- Njemački ministar vanjskih poslova Hans Dietrich Genscher zatražio od Srbije da poštuje granice i prava nacionalnih manjina.[3]
- Zamjenik američkog ministra za inozemne poslove Lawrence Eagleburger najavljuje, u intervjuu dnevniku USA Today, da bi SAD mogle uskoro priznati Hrvatsku i Sloveniju.[3]